# Deutsche Partei
Die Deutsche Partei (DP) war eine rechtsgerichtete politische Partei in Deutschland. Sie wurde 1945/1946 gegründet und erreichte ihre größte Bedeutung in den 1950er-Jahren. Von 1949 bis 1960 war sie auch an der Bundesregierung beteiligt.
Die Partei führte die Tradition der hannoverschen Regionalpartei Deutsch-Hannoversche Partei fort und hatte ihre Hochburgen in Niedersachsen, Bremen, Schleswig-Holstein und im Norden Hessens. Im Jahr 1961 löste sie sich auf Bundesebene auf, nachdem sie konstant Anhänger an die CDU verloren hatte. Die Partei existierte auf Landesebene noch bis 1980 als Partei, danach als Verein weiter.

## Geschichte 1946–1980

### Vorgeschichte 1866–1933
Die Deutsche Partei geht auf die Deutsch-Hannoversche Partei (DHP) zurück. Sie war nach der preußischen Annexion des Königreichs Hannover gegründet worden. Sie wünschte sich eine Wiedererrichtung Hannovers als eigener Gliedstaat sowie einen König aus der Dynastie der Welfen. Die DHP war durchgehend im Preußischen Landtag und zeitweise auch im Deutschen Reichstag vertreten. Im Jahr 1933 erfolgte die unfreiwillige Selbstauflösung.

### Inhaltliches Profil

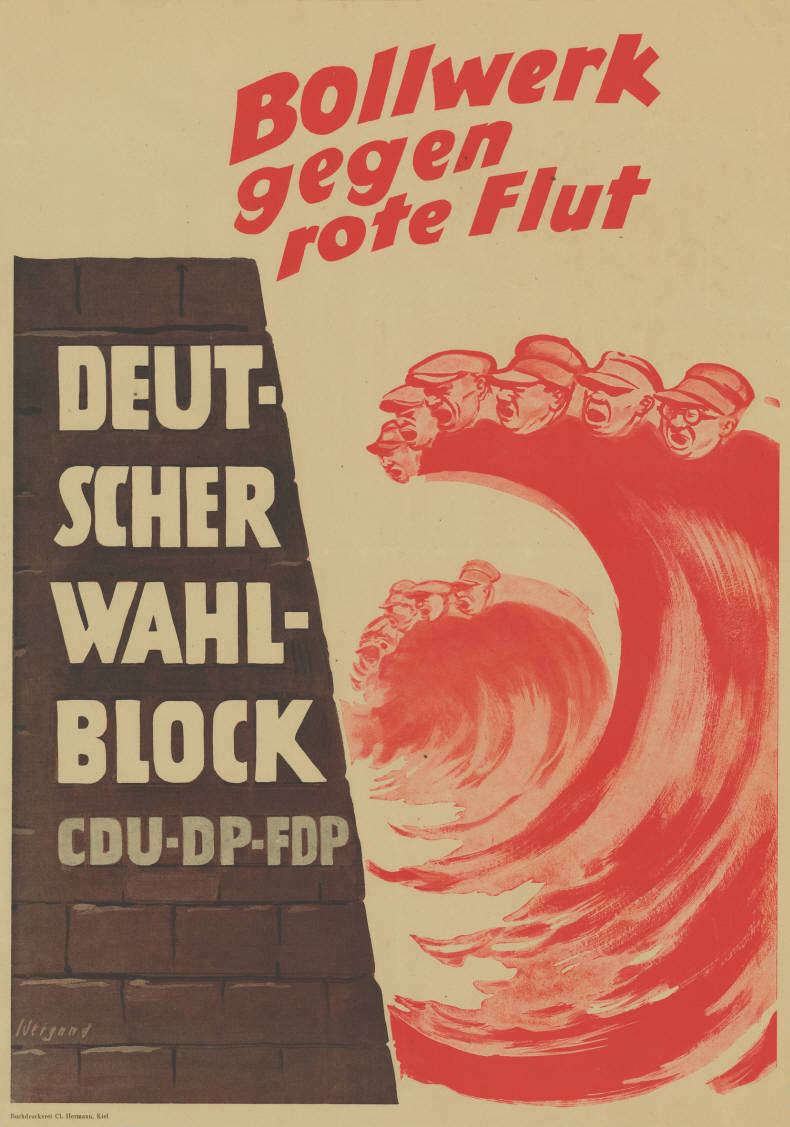
Plakat des Deutschen Wahlblocks CDU-DP-FDP zur Landtagswahl in Schleswig-Holstein 1950

Die DP war eine im nationalkonservativen Bereich des politischen Spektrums angesiedelte Partei. Sie sah sich in welfischer Tradition und vertrat einen protestantischen Konservatismus. In den 1940er und 1950er Jahren setzte sich die DP vor allem gegen Kommunismus sowie Sozialismus, Mitbestimmung, Planwirtschaft und Bodenreform ein und engagierte sich überwiegend für ehemalige Wehrmachtsangehörige und Vertriebene. Den Sozialwissenschaftlern Manfred Rowold und Stefan Immerfall zufolge vertrat die DP „bürgerliche Wähler aus den konservativen Randzonen an der Schwelle zum Rechtsextremismus“.
Der Vorsitzende Heinrich Hellwege selbst hatte es zu einem wichtigen Ziel der Partei erklärt, „die zum Rechtsradikalismus hin tendierenden Kräfte unseres Volkes auf uns zu ziehen, sie über und mit uns in die Bahn einer konstruktiven Politik zu lenken“. Insgesamt positionierte sie sich neben der damals noch teilweise nationalen FDP, grenzte sich aber von der neonazistischen Sozialistischen Reichspartei (SRP) ab.

### Neugründung und Frühphase 1945–1949
1945 wurde sie als Niedersächsische Landespartei (NLP) neugegründet. Im März 1946 wurde Heinrich Hellwege zum Vorsitzenden gewählt. Ziel der Partei war der Zusammenschluss der niedersächsischen Landesteile zu einem Gesamt-Niedersachsen. Nachdem im November 1946 von der britischen Militärregierung das Land Niedersachsen gebildet worden war, nannte sich die NLP in „Deutsche Partei“ um und dehnte sich auf die Länder Schleswig-Holstein, Hamburg und Bremen aus.
Die DP profitierte in den 1940er Jahren vor allem in Schleswig-Holstein (u. a. Hans Ewers) und Hamburg (u. a. Erwin Jacobi und Wilhelm Ziegeler) von Übertritten prominenter Mitglieder der Deutschen Konservativen Partei – Deutsche Rechtspartei (DKP-DRP), die ihr dann auch entsprechende Wählerströme zuleiteten. Im Vorfeld der Bundestagswahl 1949 kam es zu Verhandlungen mit der NDP und der DKP-DRP über eine Fusion, die aber schließlich scheiterten, weil insbesondere die britische Besatzungsmacht erklärte, eine Fusionspartei aus DP, NDP und DKP-DRP würde keine Lizenz erhalten. In der ersten Regierung Niedersachsens waren mit Hans-Christoph Seebohm und August Block zwei Mitglieder der Deutschen Partei vertreten.

### Vertretung im Bundestag und in Regierungen 1949 bis 1960/1961

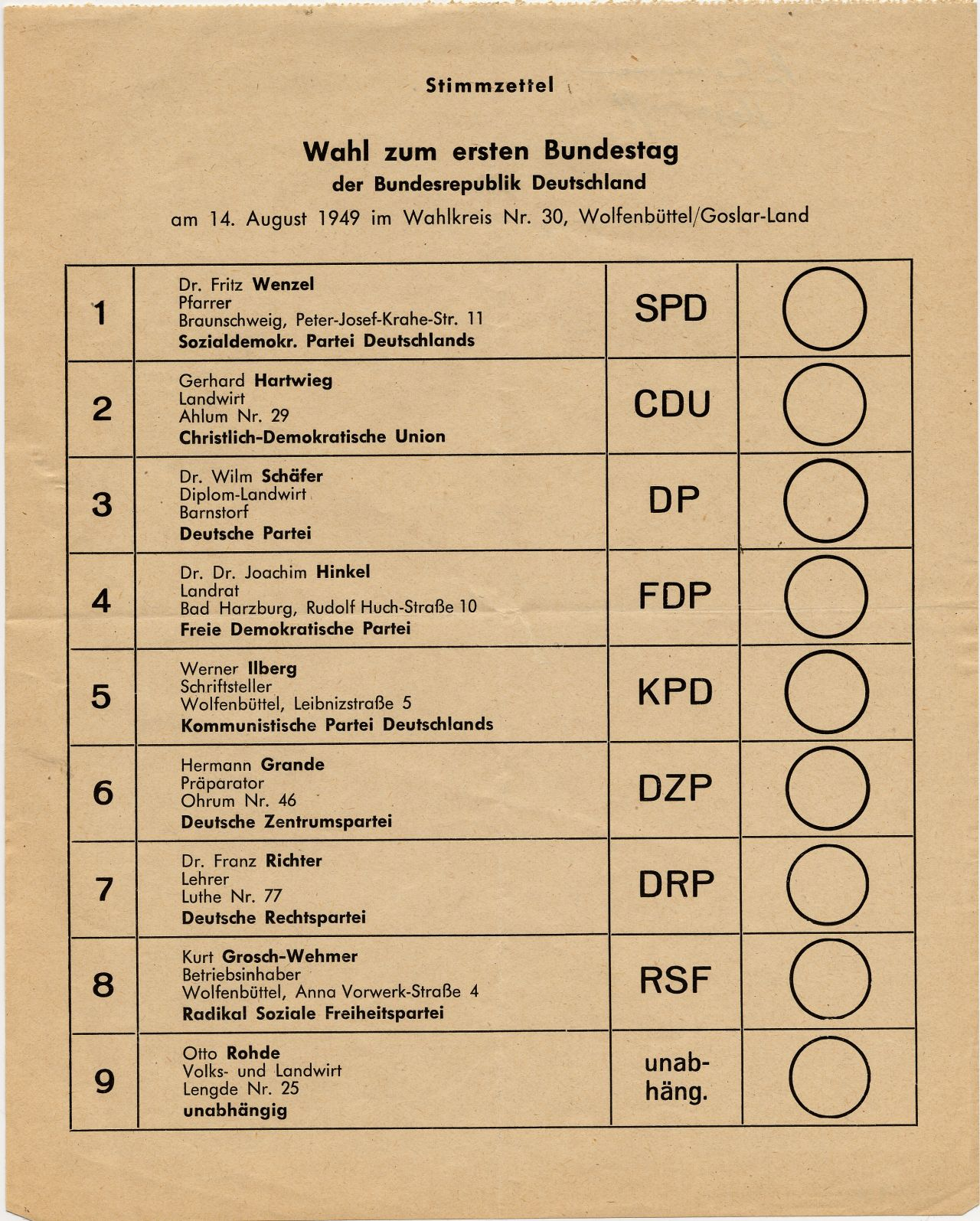
Stimmzettel bei der ersten Bundestagswahl 1949

Bei der Bundestagswahl 1949 bekam die DP in den vier Ländern, in denen sie antrat, jeweils mehr als 5 % der Stimmen: Schleswig-Holstein 12,1 %, Hamburg 13,1 %, Niedersachsen 17,8 % und Bremen 18,0 %. Ihre fünf Direktwahlkreise errang sie ausschließlich in ländlichen-protestantischen Gebieten Niedersachsens. Insgesamt waren es 4,0 % und 17 Mandate. Friedrich Klinge wurde Mitglied des Bundestages und Vorsitzender der DP-Bundestagsfraktion. Er starb jedoch noch im selben Jahr.

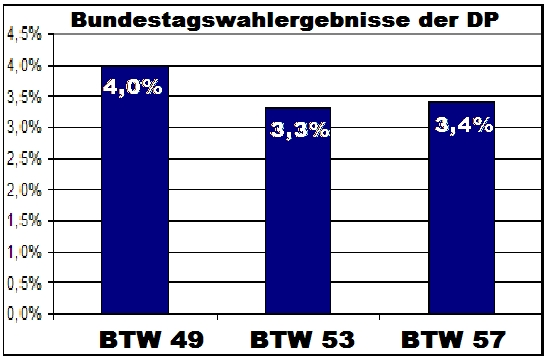

Zur Wahl 1953 galt eine Sperrklausel von 5 % bundesweit (statt wie 1949 auf Landesebene) oder einem Direktmandat. Die DP erhielt nur 3,3 % der Zweitstimmen, gewann aber 10 Direktmandate. In acht dieser Wahlkreise gab es infolge von Absprachen keine Direktkandidaten der CDU und der FDP. In den Wahlkreisen Uelzen und Diepholz–Melle–Wittlage siegte die DP ohne Absprache und in zwei weiteren Wahlkreisen, in denen die DP gewann, war sie auch nach Zweitstimmen stärkste Partei. In Niedersachsen und Bremen waren die Ergebnisse noch zweistellig.
Ähnliche Ergebnisse hatte sie bei der Wahl 1957 (bundesweit 3,4 %). Die DP errang sechs Direktmandate, in fünf dieser Wahlkreise gab es keinen Direktkandidaten der CDU, die in diesen fünf Wahlkreisen deutlich mehr Zweitstimmen erhielt als die DP. Ohne Absprachen mit der CDU hätte die DP die seit 1956 geltende Sperrklausel von 5 % oder drei Direktmandaten nicht überwunden.
1961 kam sie, fusioniert zur Gesamtdeutschen Partei, noch auf 2,8 Prozent und war auch nicht über Direktmandate vertreten.
Auf Landesebene war die Entwicklung ähnlich. Am längsten hielt sie sich in der Bremer Bürgerschaft, in die sie noch 1963 gewählt wurde; außer in den bereits genannten Ländern war sie in West-Berlin relativ stark, wo sie bei der Wahl 1954 mit 4,9 % knapp an der 5-Prozent-Hürde scheiterte. Dort konnte sie Nationalkonservative sammeln, die sich daran störten, dass CDU und FDP mit der SPD koalierten. In Schleswig-Holstein arbeitete die DP von 1950 bis 1952 mit CDU und FDP in einem Wahl- und Fraktionsbündnis zusammen. Bei der Landtagswahl in Schleswig-Holstein 1954 übersprang sie im Schleswig-Holstein-Block gemeinsam mit der Schleswig-Holsteinischen Gemeinschaft mit 5,1 % knapp die 5-Prozent-Hürde und scheiterte schließlich 1958 deutlich an dieser Hürde.
In Niedersachsen bildete sie mit CDU-Vertretern die Niederdeutsche Union (1951–1955). Da sie eine wirkliche Verankerung nur in Niedersachsen (und Bremen) hatte und sonst kaum organisiert war, wurde ihr Anhang schließlich von der CDU aufgesogen.

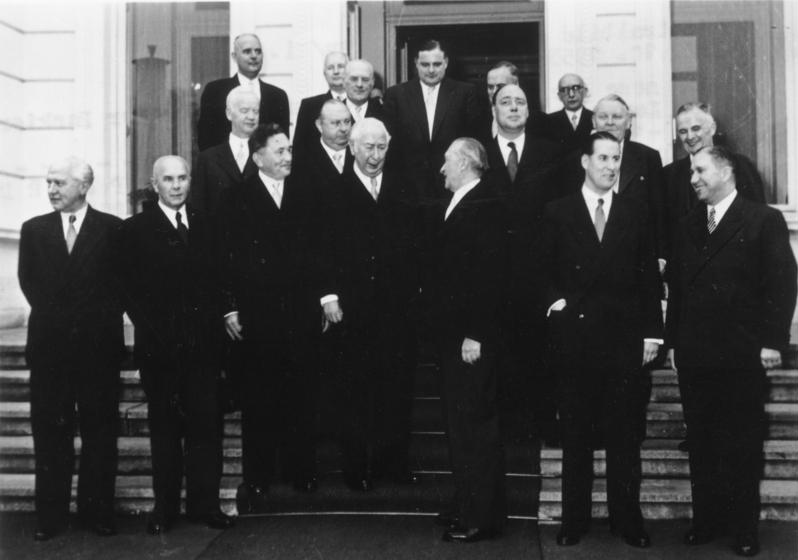
Von 1949 bis 1960 war die DP in der Bundesregierung vertreten, hier das Kabinett Adenauer II von 1953 mit Heinrich Hellwege (2. Reihe, 2. v.l.)

Seit 1949 stellte die Partei Bundesminister, und zwar Heinrich Hellwege bis 1955, als er Ministerpräsident von Niedersachsen wurde, und seitdem Hans-Joachim von Merkatz und Hans-Christoph Seebohm. Beide traten am 1. Juli 1960 zur CDU über.
Landesminister hatte die Partei in:
- Land Hannover: 23. August 1946 bis 9. Dezember 1946
- Niedersachsen: 9. Dezember 1946 bis 12. Mai 1959; von 1955 bis 1959 unter DP-Ministerpräsident Heinrich Hellwege
- Schleswig-Holstein: 5. September 1950 bis 11. Oktober 1954
- Hamburg: 2. Dezember 1953 bis 4. Dezember 1957[7]

Als Partei der Nationalen Sammlung gelang es der DP nicht immer, sich vom Rechtsextremismus abzugrenzen. In Hamburg beispielsweise wurde der ehemalige nationalsozialistische Polizeisenator Alfred Richter stellvertretender Parteivorsitzender, in Frankfurt am Main der ehemalige NSDAP-Oberbürgermeister Friedrich Krebs ihr Parteivorsitzender und Stadtverordneter. Die Ausweitung auf andere Bundesländer als Niedersachsen wiederum führte zu Spannungen mit den welfischen Traditionalisten. Nach der Bundestagswahl 1953 spalteten sie sich als Deutsch-Hannoversche Partei ab. Horst W. Schmollinger charakterisiert die DP in dieser Periode als „Partei des einheimischen niedersächsischen Mittelstandes“, die extrem „föderalistische, monarchistische und teilweise auch völkische Positionen“ vertrat.
1957 trat die Freie Volkspartei der DP bei. Da die CDU sich zur Bundestagswahl 1961 weigerte, der DP wieder zu Direktmandaten zu verhelfen, wechselten 1960 neun der fünfzehn DP-Bundestagsabgeordneten zur CDU, darunter auch die zu dieser Zeit amtierenden DP-Bundesminister Seebohm und von Merkatz, nur sechs blieben dem davon überraschten Bundesvorsitzenden Heinrich Hellwege treu.
Vorsitzende der DP-Bundestagsfraktion waren:
- Ernst-Christoph Brühler (1891–1961)
- Heinrich Hellwege (1908–1991)
- Friedrich Klinge (1883–1949)
- Hans-Joachim von Merkatz (1905–1982)
- Hans Mühlenfeld (1901–1969)
- Herbert Schneider (1915–1995)

### Ab 1961

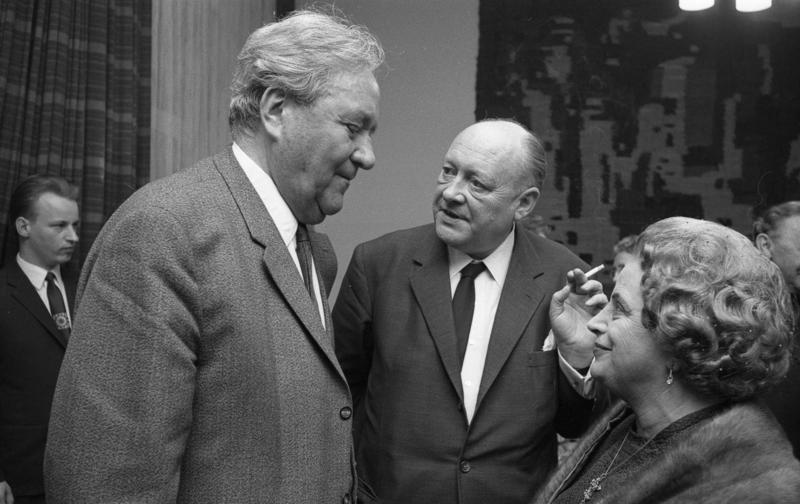
Der ehemalige DP-Bundesminister Hans-Joachim von Merkatz (Mitte), damals bereits CDU-Mitglied, 1967 in der niedersächsischen Landesvertretung in Bonn. (Links von Merkatz: Carlo Schmid)

Am 15. April 1961 fusionierte die Bundespartei mit dem GB/BHE zur GDP, und Herbert Schneider wurde mit Frank Seiboth einer der beiden gleichberechtigten Vorsitzenden der GDP. Trotzdem konnte diese GDP bei der Bundestagswahl 1961 keine Sitze im Deutschen Bundestag erringen und konnte damit nicht mehr an die bundespolitische Bedeutung der Deutschen Partei anknüpfen. Der Landesverband Bremen und einige niedersächsische Kreisverbände widersetzten sich jedoch der Fusion und führten die DP als Neugründung ab 24. Juni 1962 weiter.
Bei der Bremer Bürgerschaftswahl von 1963 gelang der DP mit vier Abgeordneten zum letzten Mal der Einzug in ein Landesparlament. Ein Jahr später beteiligten sich diese Abgeordneten an der Gründung der NPD. Der Bürgerschaftsabgeordnete Friedrich Thielen wurde auch deren erster Bundesvorsitzender. 1967 kehrte er zur DP zurück und versuchte, diese zu reaktivieren, erreichte aber bei der Bürgerschaftswahl nur einen Stimmenanteil von 0,9 %. An Wahlen nahm die Partei auf Landesebene anschließend lediglich noch an der Bürgerschaftswahl in Hamburg 1974, als sie mit 0,1 % der Stimmen bedeutungslos blieb, teil.
Im Jahr 1980 verlor die DP ihre Rechtsstellung als Partei. Sie existierte als Verein weiter, bis sie 1993 als Partei wiedergegründet wurde.

## Landtagswahlergebnisse
| Jahr | BD    | BE    | BW  | BY    | HB    | HH      | HE    | NI      | NW    | RP    | SL    | SH    | WB    | WH    |
| ---- | ----- | ----- | --- | ----- | ----- | ------- | ----- | ------- | ----- | ----- | ----- | ----- | ----- | ----- |
| 1947 | n. a. |       | –   |       | 3,9 1 |         |       | 17,7    | n. a. | n. a. | n. a. | n. a. |       | n. a. |
| 1949 |       |       | –   |       |       | 13,3    |       |         |       |       |       |       |       |       |
| 1950 |       | 3,7   | –   | n. a. |       |         | n. a. |         | 1,7   |       |       | 9,6   | n. a. |       |
| 1951 |       |       | –   |       | 14,7  |         |       | n. a. 2 |       | n. a. |       |       |       |       |
| 1953 | –     |       |     |       |       | n. a. 3 |       |         |       |       |       |       | –     | –     |
| 1954 | –     | 4,9   |     | n. a. |       |         | 1,2   |         | 0,0   |       |       | 5,1   | –     | –     |
| 1955 | –     |       |     |       | 16,6  |         |       | 12,4    |       | n. a. | n. a. |       | –     | –     |
| 1957 | –     |       |     |       |       | 4,1     |       |         |       |       |       |       | –     | –     |
| 1958 | –     | 3,3   |     | n. a. |       |         | 3,5   |         | 1,6   |       |       | 2,8   | –     | –     |
| 1959 | –     |       |     |       | 14,5  |         |       | 12,4    |       | n. a. | n. a. |       | –     | –     |
| 1960 | –     |       | 1,6 |       |       |         |       |         |       |       |       |       | –     | –     |
| 1963 | –     | n. a. |     |       | 5,2   |         |       | 3,4     |       | n. a. |       |       | –     | –     |
| 1967 | –     | n. a. |     |       | 0,9   |         |       | n. a.   |       | n. a. |       | n. a. | –     | –     |
| 1970 | –     |       |     | n. a. |       | n. a.   | n. a. | 0,0 4   | n. a. |       | n. a. |       | –     | –     |
| 1974 | –     |       |     | n. a. |       | 0,1     | n. a. | n. a.   |       |       |       |       | –     | –     |

In den hier nicht angeführten Jahren beteiligte sich die DP an keiner Landtagswahl.

## Mitgliederzahlen
Aufgrund organisatorischer Unzulänglichkeiten liegen Mitgliederzahlen nicht vollständig vor. In Niedersachsen, dem bedeutendsten Bundesland für die DP, wurden 36.010 Mitglieder im Jahr 1948 gemeldet. Die Zahl stieg im Folgejahr auf 41.815 und sank bis zur nächsten Bundestagswahl 1953 auf 26.772. Danach schwankte die Zahl recht stark; 1960 wurden 35.722 Mitglieder gemeldet. Innerhalb Niedersachsens waren die Bezirke Lüneburg und Stade am stärksten vertreten, danach Hannover bzw. Hannover-Land.
Das Jahr 1956 weist Zahlen für alle damaligen Bundesländer bis auf Baden-Württemberg auf. Zusammengerechnet waren es 39.836 Mitglieder. Nach Niedersachsen (33.655) lebten die meisten Mitglieder in Berlin (1.300) und jeweils etwas weniger (um 1000) in Schleswig-Holstein und Nordrhein-Westfalen. Danach folgte Hamburg mit 712 Mitgliedern. In Bayern waren es 165 Mitglieder.

## Bekannte Mitglieder (Auswahl)
- Kurt Blome (1894 bis 1969), ehemaliger stellvertretender NS-Reichsärzteführer
- Heinrich Hellwege (1908–1991), Bundesminister (1949–1955), Ministerpräsident von Niedersachsen (1955–1959)
- Erwin Jacobi (1902–1967), Polizei- und Gesundheitssenator in Hamburg (1953–1957)
- Margot Kalinke (1909–1981), Bundestagsabgeordnete (1949–1953, 1955–1972)
- Richard Langeheine (1900–1995), Justiz- und Kultusminister in Niedersachsen (1955–1959)
- Hans-Joachim von Merkatz (1905–1982), Bundesminister der Justiz (1956–1957)
- Hans Mühlenfeld (1901–1969), Botschafter (1953–1962), Kultusminister von Niedersachsen (1963–1965)
- Hans-Christoph Seebohm (1903–1967), Bundesminister für Verkehr (1949–1966)
- Herbert Schneider (1915–1995), Vorsitzender, MdBB und MdB
- Otto Wittenburg (1891–1976), Justiz- und Landwirtschaftsminister in Schleswig-Holstein (1950/51)
- Wilhelm Ziegeler (1891–1958), Finanzsenator in Hamburg (1953–1957)
- Hasso von Manteuffel (1897–1978), MdB, Wehrmachtsgeneral und Ritterkreuzträger

Weitere bekannte Mitglieder siehe Kategorie:DP-Mitglied.

## Schriften
- Deutsche Partei (Hrsg.): Heinrich Hellwege 1908–1958. Reden und Schriften. Festschrift zum 50. Geburtstag Heinrich Hellweges. Braunschweig 1958.